# Colorimétrie (méthode chimique)

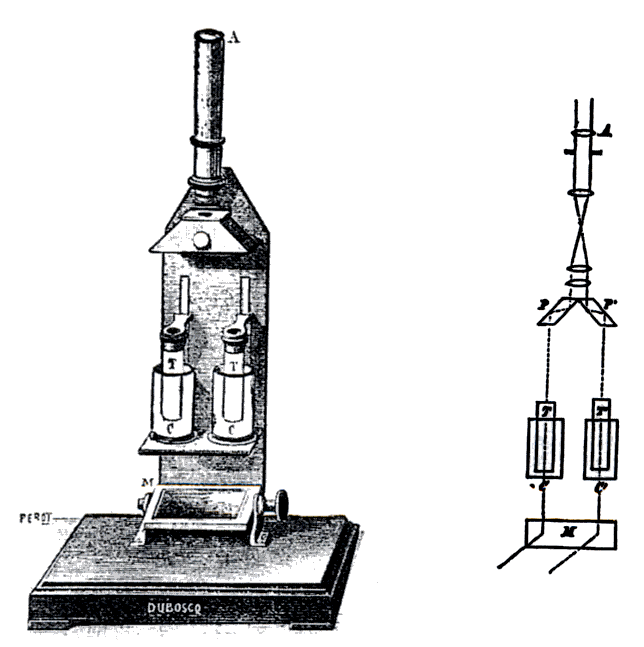
Un colorimètre de Duboscq, 1870, qui permettait une comparaison visuelle de l'absorption dans deux colonnes de fluides tout en ajustant leurs profondeurs.

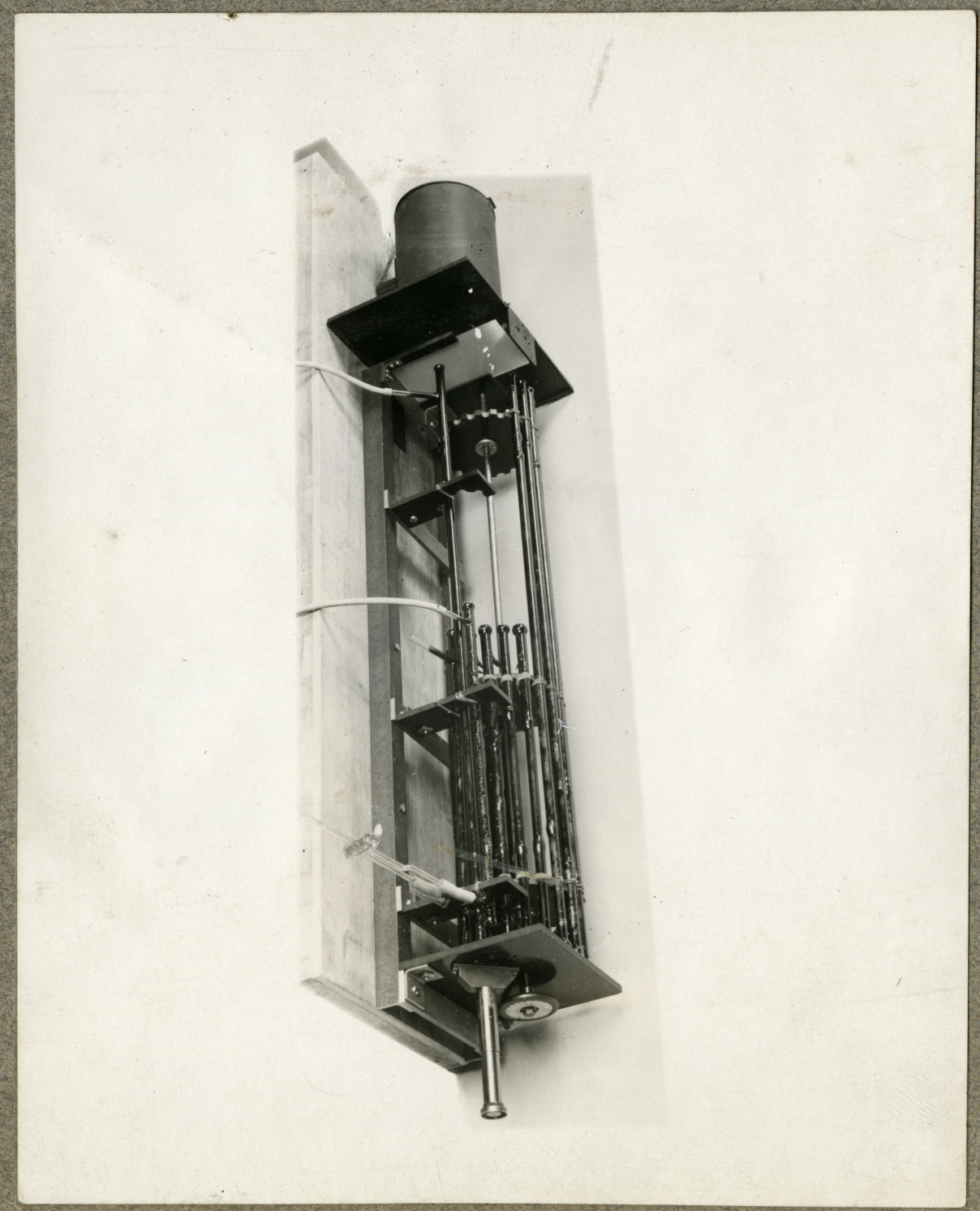
Colorimètre pour l'analyse du NO_{2}, Laboratoire de recherche sur l'azote fixé, vers 1930.

En chimie physique et analytique, la colorimétrie est une technique utilisée pour déterminer la concentration de composés colorés en solution. Un colorimètre est un appareil utilisé pour déterminer la concentration d'une solution en mesurant son absorbance pour une longueur d'onde de lumière spécifique (à ne pas confondre avec le colorimètre tristimulus utilisé pour mesurer les couleurs en général).
Pour utiliser le colorimètre, différentes solutions doivent être réalisées, dont un étalon, c'est-à-dire une référence de concentration connue. Avec un colorimètre visuel, par exemple le colorimètre Duboscq illustré, la longueur du trajet de la lumière à travers les solutions peut être modifiée pendant que la lumière filtrée transmise est comparée pour une correspondance visuelle. La concentration multipliée par la longueur du trajet est considérée comme étant égale lorsque les couleurs correspondent, de sorte que la concentration de la solution inconnue peut être déterminée par de simples proportions. Les tubes de Nessler fonctionnent selon le même principe.
Il existe également des colorimètres automatiques ; avant d'être utilisées, ces machines doivent être calibrées avec une cuvette contenant la solution de contrôle. La concentration d'un échantillon peut être calculée à partir de l'intensité de la lumière avant et après son passage à travers l'échantillon en utilisant la loi de Beer-Lambert. Les colorimètres photoélectriques sont dominants depuis les années 1960.
La longueur d'onde du filtre choisi pour le colorimètre est extrêmement importante, car la longueur d'onde de la lumière transmise par le colorimètre doit être la même que celle absorbée par la substance à mesurer. Par exemple, le filtre d'un colorimètre peut être réglé sur une longueur d'onde rouge si le liquide est bleu, car les liquides bleus absorbent le rouge.